# Millyard Viper V10

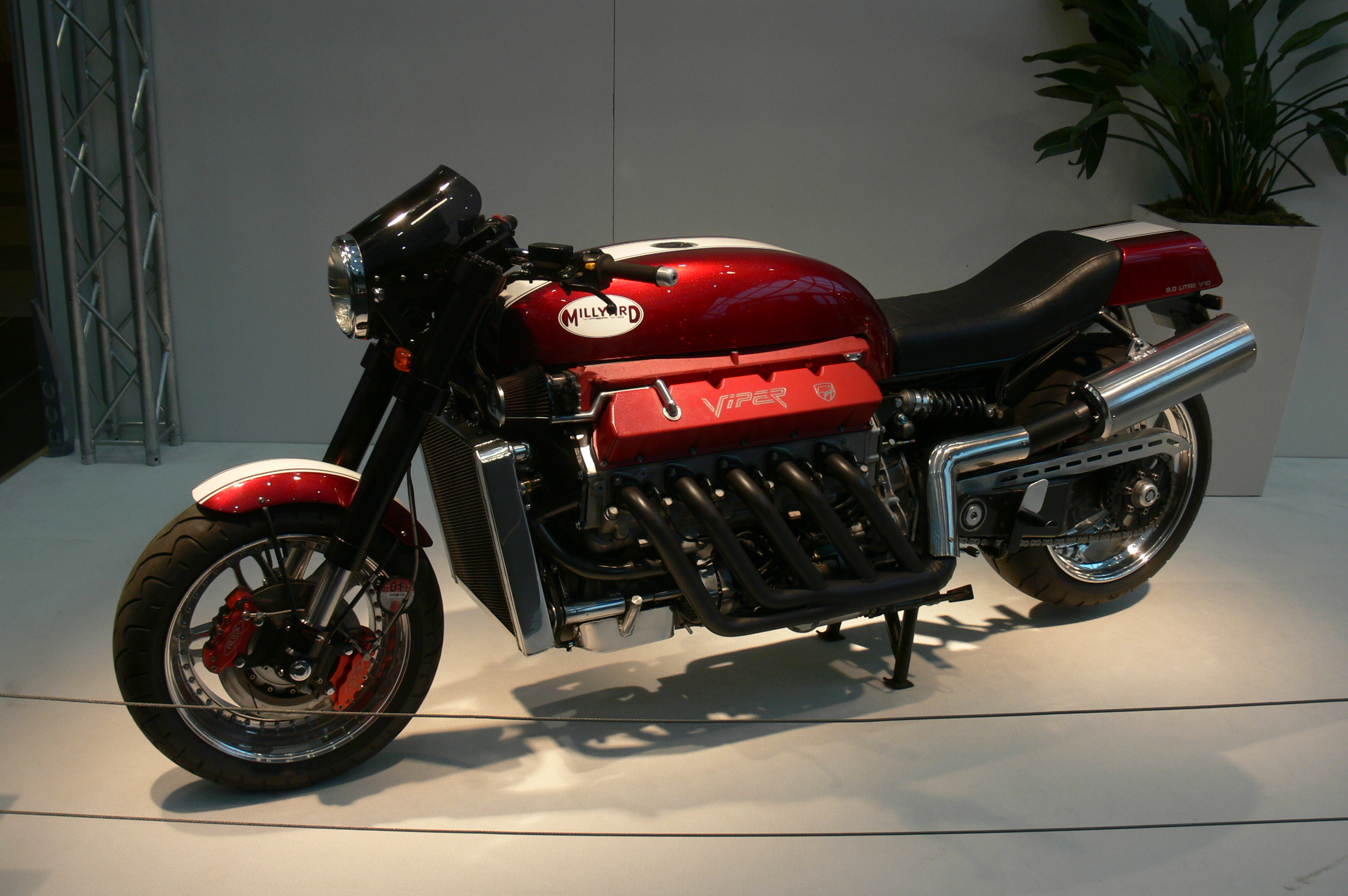
Millyard Viper V10

Die Millyard Viper V10 ist ein von dem Engländer Allen Millyard gebautes Motorrad. Es wird von einem Dodge-Viper-V10-Motor mit 8 Litern Hubraum angetrieben. Der Motor leistet 372 kW (500 PS) bei 5600/min und entwickelt sein maximales Drehmoment von 712 Nm bei 4200/min.
Das Motorrad hat einen Stahlrohrrahmen mit tragendem Motor und Getriebe. Es ist 2742 mm lang, hat einen Radstand von 2032 mm und wiegt vollgetankt 630 kg. Der Tankinhalt beträgt 15 Liter. Es ist vorn 180 × 18 und hinten 280 × 20 bereift.
Bei Testfahrten erreichte das Motorrad eine Geschwindigkeit von 333 km/h. Die Millyard Viper V10 ist bisher ein Einzelstück, neun weitere Exemplare sollen noch gebaut werden.
In Deutschland war die Millyard Viper V10 auf der Essen Motor Show 2010 zu sehen.